# アミット・シャー
アミット・アニルチャンドラ・シャー（英語: Amit Anilchandra Shah、1964年10月22日 - ）は、 インドの政治家。インド人民党（BJP）所属のローク・サバー議員であり、同党の総裁を2014年から2020年まで務めた。第2次モディ内閣で内務大臣。 
BJPの最高戦略責任者であり、ナレンドラ・モディの側近である。2019年インド総選挙ではBJP総裁として選挙戦を戦い、同党の最高獲得議席を記録する勝利へと導いた。       

## 経歴

### 生い立ち
1964年10月22日にムンバイで生まれる。 彼の家族は裕福なヒンドゥー教徒 でバニヤ（商人のカースト）であった。少年時代から民族義勇団（RSS)に関わっており、1982年にはアーメダバードでのRSSの活動を通じてナレンドラモディと出会った。

### 政治活動
1983年、RSSの学生組織である全インド学生評議会のリーダーとして政治的なキャリアを始めました。1987年には、モディより1年先にインド人民党（BJP）に入党した。1991年インド選挙でラール・クリシュナ・アードヴァーニーの選挙運動本部長を務めていたとき、その優れた手腕が脚光を浴びている。 
1995年、BJPはグジャラート州で初の州政権を樹立し、ケスハブハイ・パテルが州首相に就任した。 当時のグジャラートではインド国民会議の影響力が強かったため、モディとシャーは協同して、農村部での国民会議派の勢力を削っていった。 その戦略は、すべての村で2番目に影響力のあるリーダーを見つけ、その人物をBJPに参加させるというものであった。彼らは、さまざまな村のプラダン（村長）の職に選挙で敗れた8,000人の有力な農村指導者のネットワークを形成した。 
1997年にモディは、 グジャラート州議会の補欠選挙にシャーが出馬するよう働きかけた。 シャーは、補欠選挙に立候補して当選し、1997年2月には州議会議員となった。1998年の州議会選挙では再選している。   

### インド人民党総裁

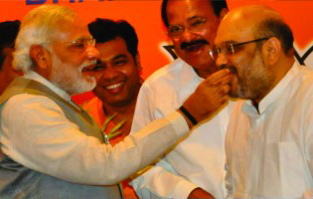
アミット・シャーのBJP総裁就任を祝福するナレンドラ・モディ

2014年7月、中央委員会においてアミット・シャーのBJP総裁への任命が全会一致で承認された。2016年1月24日にはBJP総裁に再選。   
党首就任後は、積極的な党員拡大を展開し、2015年3月までにBJPは1億人の党員を獲得した。2014年から16年にかけての総裁在任中には、マハーラーシュトラ州、ハリヤーナー州、ジャンムー・カシミール州、ジャールカンド州、アッサム州の各州議会選挙でBJPは勝利をおさめたが、デリーとビハール州の州議会選挙では敗北している。 

### 内務大臣
2019年5月30日に閣僚の宣誓式を行い、内務大臣に就任した。 

## 家族
6人の姉妹がおり、そのうち2人はシカゴに住んでいる。 